# Trichomalopsis zhaoi
Trichomalopsis zhaoi är en stekelart som beskrevs av Huang 1988. Trichomalopsis zhaoi ingår i släktet Trichomalopsis och familjen puppglanssteklar. Inga underarter finns listade i Catalogue of Life.